# 유리 솁추크
유리 율리아노비치 솁추크(러시아어: Ю́рий Юлиа́нович Шевчу́к, 1957년 5월 17일 ~ )는 소련과 러시아의 록 가수이며, 록 음악 밴드 DDT(ДДТ)의 리더이다.
솁추크의 초창기 노래는 블라디미르 비소츠키, 불라트 오쿠자바, 그리고 알렉산드르 갈리치와 같은 러시아 음유시인 음악과 오시프 만델시탐, 세르게이 예세닌 등 러시아 문학의 은시대(Сере́бряный век) 시인의 영향을 받았다. 그는 2000년대 중반부터 러시아의 반 푸틴 운동에 참여하였으며, 이는 작품에 반영되어 있다.

## 생애

### 유년기와 청년기
유리 솁추크는 1957년 5월 16일 소련 마가단주 야고드노에에서 태어났다. 아버지 율리안 소스페노비치 셰우추크(우크라이나어:  Юліан Сосфенович Шевчук)는 라분(Лабунь) 출신 우크라이나인이다. 친할아버지 소스펜(Сосфен)은 러시아 내전에 백군 소속으로 참전하였다. 이후 가족들은 우크라이나에서 시베리아 일대로 강제 이주 당했으며, 소스펜은 1937년 총살당하였다. 어머니 파니야 아크라모브나 가레예바(러시아어: Фания Акрамовна Гареева, 타타르어: Fäniä Aqram qızı Gäräyeva)는 타타르인이다.
유리 솁추크의 어릴적 취미는 그림 그리기였다. 1964년 가족들은 날치크로 이주하였고, 음악 개인 교습을 받기 시작하였다.
1970년 가족들은 우파의 도시 중심부로 이주하였다. 유리 솁추크는 피오네르 센터에 있는 예술 스튜디오와 학교 앙상블 "벡토르(러시아어: Вектор)에서 음악성을 키웠다. 또한 바얀과 기타 연주법을 독학하였으며 그가 그린 그림이 여러 콩쿠르에서 입상하면서 예술가로서의 꿈을 키워갔다.
솁추크는 8학년 때 티셔츠에 십자가형에 처한 예수를 그리고 "예수는 히피였다(Иисус был хиппи)"라고 써놓았다. 이 티셔츠를 입고 도심을 활보하다가 경찰에게 억류당했다..
솁추크는 1975년 학교에서 졸업하고 바시키르 공화국 아크물라 교육전문대학교 예술과 그래픽 학부에 입학하였고 예술가 얀 율리아노비치 크리젭스키를 만났다. 학부 생활을 하면서 솁추크는 학생 연극회에 적극적으로 관여하였으며 동아리의 중심적인 사람이 되었다.
학부 졸업 이후 솁추크는 바시키르 농촌 마을 이글리노(Иглино)의 학교에서 3년간 근무하며 미술수업을 했다. 그 시기 밴드 "Вольный ветер"와 "Калейдоскоп"에서 활동하였으며, 학교 축제와 문화 센터에서 공연을 하였다. 이때 소련 당국에게서 음악 레퍼토리에 로큰롤 리듬이 주되게 나타난다는 이유로 비판을 받았다.
1980년 솁추크는 우파에 있는 부모님댁으로 돌아갔다. 그리고 반정부 종교인인 보리스 라즈베예프(Борис Развеев)를 만났다. 보리스 라즈베예프는 솁추크에게 복음을 전하였으며 당시 소련에서 금서였던 조지 오웰과 솔제니친의 책을 건내주었다.